# Béatrice Moulin
 (août 2022).
Béatrice Moulin, née à Lausanne le 23 novembre 1926 et morte le 7 décembre 2006, est une chanteuse, artiste de cabaret et journaliste vaudoise.

## Biographie
Béatrice Moulin fréquente l'école supérieure de jeunes filles, puis en 1947 part pour Paris et Londres où elle collabore à la BBC en y faisant des traductions. Elle y rencontre l'écrivain-poète Henri Thomas avec qui elle traduit plusieurs romans. De retour en Suisse, elle participe en 1953 à la naissance du Théâtre des Faux-Nez à Lausanne. Elle y interprète, entre autres, des chansons de son frère Jean-Pierre Moulin.
Jacques Canetti, célèbre imprésario parisien engage la troupe des Faux-Nez pour une saison à Paris. Béatrice Moulin décide de rester et elle se produit dans de nombreux cabarets de la Rive Gauche. Elle épouse Maurice Alezra, directeur de la Vieille Grille, dont elle a un fils, Boris. Jacques Canetti puis Boris Vian lui font enregistrer plusieurs disques 45 tours. Après la mort de Boris Vian, Béatrice Moulin grave sur un disque douze chansons - dont certaines inédites - de Boris Vian, accompagnées de textes dits par Yves Robert. Pour France Culture, elle enregistre des poèmes d'Henri Michaux sur une musique d'Antoine Duhamel.
Béatrice Moulin passait plusieurs mois par an à Belle-Île-en-Mer où elle rencontra Henrik Morel. Elle écrit avec lui Belle-Isle-en-Mer ou Les Ciseaux de la tempête. Elle s'éloigne peu à peu de la chanson, non sans avoir enregistré un disque dont elle signe les paroles sur des musiques du compositeur brésilien Cesarius Alvim. Elle se tourne alors vers le journalisme, collabore au magazine Construire, donne à la Radio suisse romande de nombreux entretiens remarqués avec des personnalités de la musique et de la littérature contemporaines. Son fonds d'archives se trouve aux Archives littéraires suisses à Berne.

## Sources
- « Béatrice Moulin », sur la base de données des personnalités vaudoises sur la plateforme « Patrinum » de la Bibliothèque cantonale et universitaire de Lausanne.
- Pionnières et créatrices en Suisse romande, p. 258-267
- Béatrice Moulin en version intime, L'Hebdo, 2006/12/14, p. 103
- La peau de l'âme, par Béatrice Moulin
- Béatrice Moulin. Phonotèque de rock and roll